# UFO (ピンク・レディーの曲)
「UFO」（ユーフォー）は、1977年12月5日にビクター音楽産業からリリースされた日本のアイドルグループ・ピンク・レディーの6枚目のシングルである。ピンク・レディーのシングルとしては、最大のヒット作品となった。都倉俊一がシンセサイザーを使って制作した最初の楽曲。

## 解説

### 歌唱・衣装
レコードの歌唱ではイントロ部分のみに「UFO…」の台詞がついていたが、その後実演の際には間奏とアウトロの部分でも「UFO…」という台詞が付け加えられていた。
ステージ衣装は、当初ハイヒールを履いていたが、しばらくしてブーツに替えた。NHK『レッツゴーヤング』や東京12チャンネル（現・テレビ東京）『ヤンヤン歌うスタジオ』で歌った時のシーンには、初期の衣装版が映る事がある。
再結成後2003年～2005年のメモリアル・コンサートでは、当時より足を高く上げるなど振り付けが進化していた。しかしケイ曰く、当時の振り付けをすると、臀筋がつりそうになるので変えたのこと。

### 売上・受賞
10週連続オリコンチャート1位の座を獲得し、『ザ・ベストテン』では第1回 - 第3回放送で第1位になった。オリコンでは「渚のシンドバッド」「ウォンテッド (指名手配)」に続き三度目のミリオンセラーとなった。
ピンク・レディーは、この曲で1978年の第20回日本レコード大賞を受賞した（同年は次作「サウスポー」で先に日本歌謡大賞を受賞しており、同一歌手による別楽曲での二冠獲得は初めてのケース）。また同年のFNS歌謡祭最優秀ヒット賞も受賞した。
売上（出荷）枚数は公称で195万枚。
2014年度の日本音楽著作権協会（JASRAC）の著作権使用料分配額（国内作品）ランキングで年間4位を獲得した。その後も携帯電話のCM曲として使われたことなどで使用が大きく増え、2017年度の日本音楽著作権協会の著作権使用料分配額（国内作品）ランキングで年間3位を獲得し、2018年のJASRAC賞銅賞を受賞した。2018年度の日本音楽著作権協会の著作権使用料分配額（国内作品）ランキングでは年間2位を獲得し、2019年のJASRAC賞銀賞を受賞した。2019年度の日本音楽著作権協会の著作権使用料分配額（国内作品）ランキングでは年間5位を獲得している。

### エピソード
プロデューサーの酒井政利が、1977年に電通主催の「南太平洋・裸足の旅」に参加（阿久悠、横尾忠則、池田満寿夫、浅井慎平らも参加）した際に、イースター島で横尾が「今日はUFOを呼ぼう」という話をしていたら、本当にUFOらしき光る物体を見た。阿久は「あれは管制塔の光だ」と言ったが、翌日確認したら管制塔は島の反対側にしかないことがわかった。帰国してしばらく後に阿久はこの曲を作る。詩の中にある「地球の男に飽きたところよ」は、このイースター島でああだこうだと言っていた我々の描写ではないかと、また「それを見事な娯楽作品に仕上げた阿久さんはやっぱりすごい作詞家だ」と酒井は語る。

## 収録曲
1. UFO
  - 作詞：阿久悠／作曲・編曲：都倉俊一
2. レディーX
  - 作詞：阿久悠／作曲・編曲：都倉俊一

## 価格
- 発売当時の値段は600円

## 曲の使用
- 日清食品の「日清焼そばU.F.O.」のCMにも使用された。

- アニメ「クレヨンしんちゃん」において、野原みさえ（声 - ならはしみき）と本田ケイ子（声 - 高山みなみ）が歌唱した[11][注釈 1]。

- 2016年にUQコミュニケーションズの「UQモバイル」のCMにおいて、台詞の「UFO」の箇所を「UQ」に置き換えたバージョン（それ以外はメロディーのみ）が使用されていた[12]。

- ピンク·レディーのオルゴール(公式グッズ)にもこの曲が使用されている。

## カバー
UFO
- 1991年、原由子がアルバム『MOTHER』で「UFO〜僕らの銀河系〜」のタイトルでオリジナルの歌詞を加えてカバーしている。
- 1997年、MAXが阿久悠トリビュートアルバム『VELFARRE J-POP NIGHT presents DANCE with YOU』でカバー。
- 1999年、椎名林檎が学園祭ツアー「学舎エクスタシー」などのライブでカバー。
- 2003年、CHINEPHILEがアルバム『KAYOMANIA』でカバー。
- 2008年、モーニング娘。がアルバム『COVER YOU』でカバー。
- 2009年、土屋アンナ&夏木マリがアルバム『Bad Friends』でカバー。
- 2009年、たかはし智秋と今井麻美がラジオ大阪『THE IDOLM@STER RADIO』の1コーナー「歌姫楽園selection」にてカバーし、2009年発売のアルバム『THE IDOLM@STER RADIO 歌道場』にも収録された。
- 2014年、すみれと高橋ユウがNTTドコモのCMでカバー。
- 2014年、村上ゆきがアルバム『Piano Woman〜友だちから〜』でカバー）
- 2017年、柏木由紀と渡辺麻友 (AKB48) がアルバム『地球の男にあきたところよ～阿久悠リスペクト・アルバム』でカバー[13]。
- 2017年、BOYS AND MENがアルバム『友ありて・・』でカバー。
- 2020年の日本シリーズ第4戦で、Pepperによって歌われた[14]。
- 2021年、コレナンデ商会でカバー。
- 2024年、水島美結と平田侑希（AKB48）がAKB48のアルバム『なんてったってAKB48』でカバー。